# Castell de Biržai
El Castell de Biržai està situat a Biržai, Lituània. Es troba sobre un bastió d'un antic castell que es va iniciar en 1586 per ordre de Krzysztof Mikołaj Radziwiłł. La preparació per a aquesta construcció va començar el 1575 amb la realització d'una presa en la confluència dels rius Apaščia i Agluona, i el llac artificial Širvėna creat per la defensa del castell, i que abasta uns 40 km². Les principals obres del castell es van acabar el 1589.

## Història
Des de la segona meitat del segle xvii, el castell ha estat la seu principal de la família Radziwill, que es van traslladar aquí des del Castell de Dubingiai. El castell de Biržai va servir com una estructura defensiva important durant la Gran Guerra del Nord que es va originar per la rivalitat entre Suècia i els seus veïns Rússia, el Regne de Dinamarca i Noruega i la República de les Dues Nacions el 1704.
El castell va ser reconstruït a partir de les ruïnes en la dècada de 1980, amb estil del renaixement - barroc. La mansió del castell allotja una biblioteca i un museu d'història regional sobre "SELA" (literalment Selònia), així com fotografies i plànols de com era antigament el castell i objectes trobats en les excavacions arqueològiques realitzades.